# Silene colpophylla
Silene colpophylla là loài thực vật có hoa thuộc họ Cẩm chướng. Loài này được Wrigley miêu tả khoa học đầu tiên năm 1986.